# Cantone di Montdidier
Il Cantone di Montdidier era una divisione amministrativa dell'arrondissement di Montdidier.
È stato soppresso a seguito della riforma complessiva dei cantoni del 2014, che è entrata in vigore con le elezioni dipartimentali del 2015.
Comprendeva i comuni di:
- Andechy
- Assainvillers
- Ayencourt
- Becquigny
- Bouillancourt-la-Bataille
- Boussicourt
- Bus-la-Mésière
- Cantigny
- Le Cardonnois
- Courtemanche
- Davenescourt
- Erches
- Ételfay
- Faverolles
- Fescamps
- Fignières
- Fontaine-sous-Montdidier
- Gratibus
- Grivillers
- Guerbigny
- Hargicourt
- Laboissière-en-Santerre
- Lignières
- Malpart
- Marestmontiers
- Marquivillers
- Mesnil-Saint-Georges
- Montdidier
- Piennes-Onvillers
- Remaugies
- Rollot
- Rubescourt
- Villers-Tournelle
- Warsy